# Bescaran
Bescaran és una entitat de població i entitat municipal descentralitzada del municipi de les Valls de Valira, a la comarca de l'Alt Urgell.
El poble se situa més amunt d'Estamariu, al vessant de ponent del puig de Coll de Midós, arran de la vall del riu de Bescaran, amb grans panoràmiques de la plana de la Seu i la Serra del Cadí. Un branc de la carretera N-260 és la seva principal via de comunicació.

## Història

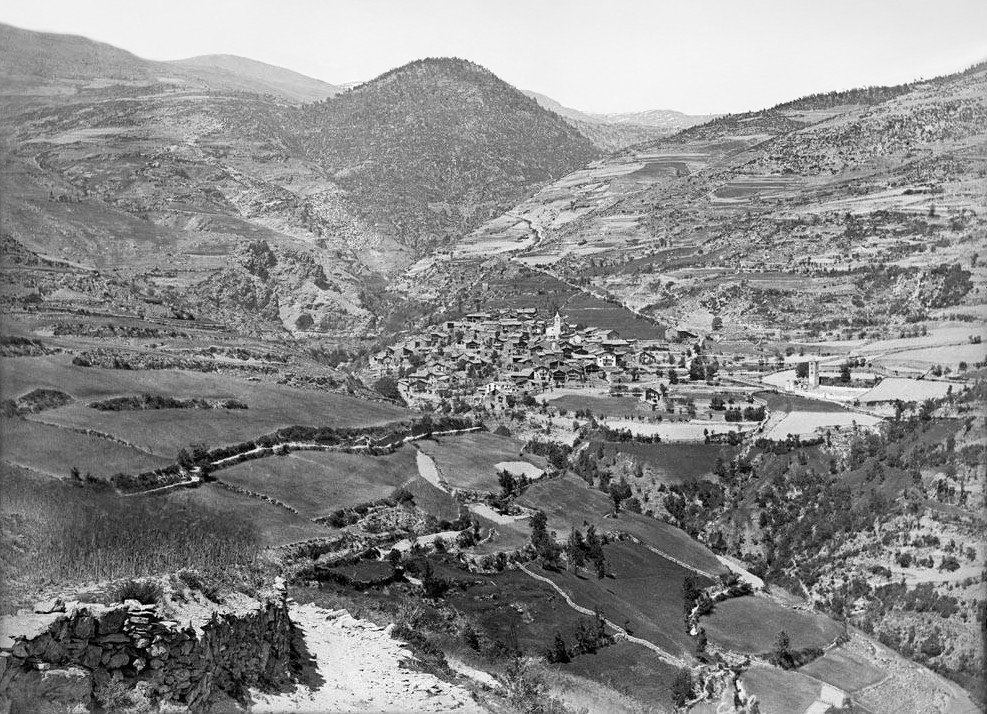
Bescaran, des del camí d'Estamariu, en una imatge del juny de 1893.

El nom de Bescaran és anterior a l'època romana. Consta escrit com a Vila de Bescaran en l'acta de consagració de la Catedral de la Seu d'Urgell.
Fou propietat, amb tot el terme i les pertinences, del bisbe d'Urgell, arran de la donació que en feu el comte Borrell II, fins a la desamortització. A partir del segle xiii, amb motiu de desavinences entre el bisbat i els vescomtes de Castellbò, Arnau I de Castellbò feu enderrocar el castell que existia a Bescaran. El 1278, en virtut del conveni dels pariatges, el comte de Foix, com a vescomte de Castellbò, renuncià a reclamar el castell.
Fou municipi independent fins a l'any 1970, quan s'agregà als termes d'Anserall, Ars, Arcavell i Civís i formà les Valls de Valira.

## Llocs d'interès
- La Cabana del Moro: és una cista dolmènica situada prop del límit amb Estamariu i Aristot. La formen tres lloses clavades a terra, que configuren una cambra de 2,60m × 1,50m, i una major de coberta.
- Monestir de Bescaran: petit monestir episcopalià d'origen desconegut que l'any 914, ja abandonat, s'uní al de Sant Serni de Tavèrnoles. Només en queda el campanar de Sant Martí, construït entre els segles xi i xii.[3]
- Casa pairal de Ca l'Albós. De dos vessants, té una gran balconada de fusta a la façana.[4]